# Elias Wibjörnson
Elias Wibjörnson, född 16 april 1705 i Linköpings församling, Östergötlands län, död 2 april 1783 i Stens församling, Östergötlands län, var en svensk präst.

## Biografi
Elias Wibjörnson föddes 1705 i Linköpings församling. Han var son till kyrkoherde Andreas Wibjörnson och Margareta Mollerus i Vreta klosters församling. Wibjörnson studerade i Linköping och blev höstterminen 1726 student vid Uppsala universitet. Han blev 1738 rektor vid Skänninge trivialskola och prästvigdes 22 mars 1746. Wibjörnson blev 16 november 1757 kyrkoherde i Stens pastorat och 2 december 1778 prost. Han avled 1783 i Stens församling.
Wibjörnson predikade och höll ett tal över en latinsk vers på prästmötet 1759.

### Familj
Wibjörnson gifte sig första gången 1739 med Charlotta Margareta Hammarstrand (död 1740) som var dotter till inspektoren Fulmo Hammarstrand och Maria Christina Gustafsdotter Renata på Ed i Västra Eds församling. De fick tillsammans dottern Margareta Christina Wibjörnson (1740–1740). Wibjörnson gifte sig andra gången 4 februari 1742 med Margareta Älf (1714–1797) som var dotter till kyrkoherden Samuel Älf och Brita Wallenström i Kvillinge församling. De fick tillsammans barnen extra ordinarie prästmannen Samuel Wibjörnson och korpralen Andreas Wibjörnson (1746–1781) vid Östgöta kavalleriregemente.